# Lantana machadoi
Lantana machadoi là một loài thực vật có hoa trong họ Cỏ roi ngựa. Loài này được R.Fern. mô tả khoa học đầu tiên năm 1988.